# Bathypogon cinereus
Bathypogon cinereus är en tvåvingeart som beskrevs av Hull 1959. Bathypogon cinereus ingår i släktet Bathypogon och familjen rovflugor. Inga underarter finns listade i Catalogue of Life.